# B2 First

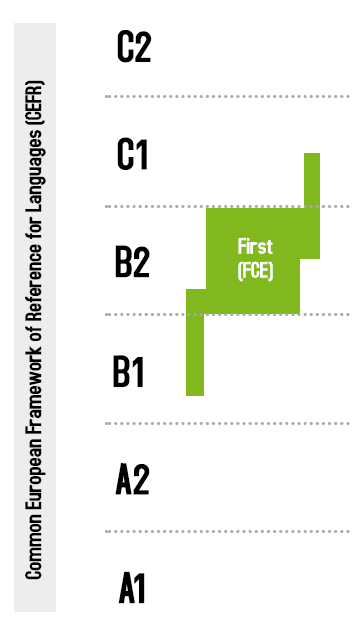
Positionnement de l'examen par rapport au CECRL.

Le B2 First (anciennement Cambridge English First, ou First Certificate in English (FCE)) est un examen international sanctionnant un certain niveau de maîtrise de la langue anglaise (en). C'est le troisième diplôme par niveau de difficulté proposés par Cambridge English Language Assessment dépendant de l'université de Cambridge. Il correspond au niveau B2, Avancé ou Indépendant défini par le Cadre européen commun de référence pour les langues du Conseil de l'Europe.
Il est possible de préparer le B2 First dans de nombreuses écoles de langue à l'étranger, qui proposent un entrainement et des examens blancs dans le cadre d'un séjour linguistique ou bien des centres de préparation présents dans le monde entier. Le British Council, tout comme de nombreux centres d'examens agréés Cambridge English font passer l'examen. Les frais d'entrée à l'examen s'élèvent à 205 euros en 2014. Dans le cadre scolaire ce test correspond au niveau Terminale.

## Épreuves
1. Test of Reading and Use of English (1 h 15) (Compréhension écrite, grammaire et vocabulaire)
2. Test of Writing (1 h 20) (Expression écrite)
3. Test of Listening (40 min) (Compréhension orale)
4. Test of Speaking (14 min) (Expression orale)

## Évaluation
L'examen donne lieu à une évaluation chiffrée traduite en cinq paliers (Grades) de A à Fail.
1. Grade A : le candidat obtient 180 points (marks) ou plus ;
2. Grade B : entre 173 et 179 marks ;
3. Grade C : entre 160 et 172 marks ;
4. Grade B1 : entre 140 et 159 marks ;
5. Fail : résultat inférieur à 140 marks.

Les résultats inférieurs à C correspondent, dans le cas du B1, au niveau en dessous du FCE classique (B2), et dans le cas "Fail" sanctionnent un échec. Il est explicité au verso des certificats qu'un "Grade A" correspond au niveau C1 du Conseil de l'Europe.
À partir de Janvier 2015, les résultats de Cambridge English First (FCE) seront reportés sur la nouvelle Cambridge English Scale, nouveau système de communication des résultats.